# Eupithecia fausta
Eupithecia fausta är en fjärilsart som beskrevs av William Schaus 1913. Eupithecia fausta ingår i släktet Eupithecia och familjen mätare. Inga underarter finns listade i Catalogue of Life.